# Annexe I de la CITES
 (décembre 2023).
Pour un article plus général, voir Convention sur le commerce international des espèces de faune et de flore sauvages menacées d'extinction.
L'annexe I de la CITES est la liste de celles des espèces animales et végétales couvertes par la Convention sur le commerce international des espèces de faune et de flore sauvages menacées d'extinction (CITES) dont la survie est la plus compromise. Ces espèces sont menacées d'extinction aussi la CITES en interdit généralement le commerce international des spécimens. Cependant, leur commerce peut être autorisé dans des conditions exceptionnelles - pour la recherche scientifique, par exemple. Quand c'est le cas, un permis d'exportation (ou un certificat de réexportation) et un permis d'importation sont délivrés.

## Contenu de l'Annexe I
Au 17 février 2005, cette annexe comprend : 
| Groupes             | Espèces | Sous-espèces | Populations |
| Mammifères (liste)  | 228     | 21           | 13          |
| Oiseaux (liste)     | 146     | 19           | 2           |
| Reptiles (liste)    | 67      | 3            | 4           |
| Amphibiens (liste)  | 16      | 0            | 0           |
| Poissons (liste)    | 9       | 0            | 0           |
| Invertébrés (liste) | 63      | 5            | 0           |
| Plantes (liste)     | 298     | 4            | 0           |

Les annexes I, II et III de la CITES sont des listes où figurent des espèces bénéficiant de différents degrés ou types de protection face à la surexploitation.